# ワールドファイティングブル
ワールドファイティングブル（英: WORLD Fighting Bull）はかつて存在した社会人ラグビーチームである。チームの母体は、アパレルメーカーのワールド。

## 練習グラウンド
ワールドラグビー場：兵庫県神戸市東灘区六甲アイランドに、ワールド自社保有のラグビー場として使用。
1990年に2面のグラウンドが完成。後に、1面が売却されてマンションになり、休部後には残る1面もマンションが建てられた。

## 歴史
1984年4月、創部。以来1988年にトヨタ自動車に敗れるまでリーグ戦31連勝を記録。
1990年、六甲アイランドにメイングラウンドが完成。 
1994年、第49回国民体育大会初優勝。神戸製鋼の連勝を71でストップさせ、関西社会人Aリーグも7戦全勝で初優勝。
1999年、決勝戦で神戸製鋼に敗れるも全国社会人大会準優勝を果たす。
2002年、全国社会人大会でトヨタ自動車を逆転で下し、トップリーグ入りを果たす。
トップリーグ初年度は5位に付けたものの、その後2シーズンは連続で入れ替え戦に回っている。
2006-07年シーズンはわずか1勝のみで1試合を残しトップウェストAに降格が決まった。
2007-08年シーズンはレギュラーリーグを1位で突破するも、その後行われたプレーオフで近鉄に敗れ2位に終わる。各リーグ優勝チームが出場するトップチャレンジ1（出場3チームの内上位2チームが自動昇格、3位は入れ替え戦）参戦は果たせず。各リーグ2位チームが出場するトップチャレンジ2（出場3チームの内1位のみ入れ替え戦出場）に参戦。1位となり、トップリーグ入れ替え戦への出場を決めたが、日本IBMに敗れ1年でのトップリーグ復帰を果たせなかった。
2008-09年シーズンはレギュラーリーグ3位。その後のプレーオフ（上位組）では2連敗を喫し、トップチャレンジに駒を進められなかった。
2008年7月29日、プロ契約選手を排除して原則として社員契約のみのチームとして活動することを発表。しかし、選手移籍などで部員数が大幅に減少したため、企業チームとして継続することが困難になり、2009年3月14日に休部を発表した。
関西クラブリーグAリーグの「六甲クラブ」（六甲SEA HAWKS）に統合し、「六甲ファイティングブル」として活動することを決めた。なお、合併先・六甲ファイティングブルの「トップウェストA」への系譜（事実上の残留）は認められなかった。

## タイトル
出典：
全国大会
- 国体　優勝：1回（1994）

最上位リーグ
- 1994年 関西社会人Ａリーグ 全勝優勝
- 1999年 全国社会人大会 準優勝

## 成績

### 全国社会人大会戦績
| 回 | 年度 | 地区 | 成績           | 試 | 勝 | 分 | 敗 | 得  | 失  | 差  | 備考                     |
| -- | ---- | ---- | -------------- | -- | -- | -- | -- | --- | --- | --- | ------------------------ |
| 39 | 1986 | 近畿 | ベスト8        | 2  | 1  | 0  | 1  | 18  | 27  | -9  | ワールドのチーム名で出場 |
| 40 | 1987 | 近畿 | ベスト4        | 3  | 2  | 0  | 1  | 106 | 31  | 75  |                          |
| 41 | 1988 | 関西 | 1回戦敗退      | 1  | 0  | 0  | 1  | 7   | 17  | -10 |                          |
| 42 | 1989 | 関西 | ベスト8        | 2  | 1  | 0  | 1  | 50  | 43  | 7   |                          |
| 43 | 1990 | 関西 | ベスト8        | 2  | 1  | 0  | 1  | 29  | 44  | -15 |                          |
| 44 | 1991 | 関西 | 1回戦敗退      | 1  | 0  | 0  | 1  | 15  | 29  | -14 |                          |
| 45 | 1992 | 関西 | ベスト8        | 2  | 1  | 0  | 1  | 54  | 44  | 10  |                          |
| 46 | 1993 | 関西 | ベスト4        | 3  | 2  | 0  | 1  | 88  | 71  | 17  |                          |
| 47 | 1994 | 関西 | ベスト4        | 3  | 2  | 0  | 1  | 108 | 77  | 31  |                          |
| 48 | 1995 | 関西 | 予選プール敗退 | 3  | 1  | 0  | 2  | 111 | 72  | 39  |                          |
| 49 | 1996 | 関西 | 予選プール敗退 | 3  | 1  | 0  | 2  | 91  | 95  | -4  |                          |
| 50 | 1997 | 関西 | ベスト8        | 4  | 2  | 0  | 2  | 159 | 127 | 32  |                          |
| 51 | 1998 | 関西 | ベスト8        | 4  | 2  | 0  | 2  | 145 | 131 | 14  |                          |
| 52 | 1999 | 関西 | 準優勝         | 6  | 5  | 0  | 1  | 209 | 139 | 70  | 日本選手権に出場         |
| 53 | 2000 | 関西 | ベスト8        | 2  | 1  | 0  | 1  | 46  | 66  | -20 |                          |
| 54 | 2001 | 関西 | ベスト8        | 2  | 1  | 0  | 1  | 56  | 111 | -55 |                          |
| 55 | 2002 | 関西 | 予選プール敗退 | 3  | 1  | 0  | 2  | 62  | 91  | -29 |                          |

### リーグ戦戦績

#### トップリーグ創設以降
- 2003-2004シーズン トップリーグ 5位
- 2004-2005シーズン トップリーグ 9位
- 2005-2006シーズン トップリーグ 9位
- 2006-2007シーズン トップリーグ 14位 トップウェストAに降格
- 2007-2008シーズン トップウェストA 2位 トップリーグ入替戦に出場
- 2008-2009シーズン トップウェストA 3位

## 過去の所属選手
- 田代義晴（現・大阪学院大学ラグビー部監督、大阪学院大学高校ラグビー総監督）
- 沼田邦光
- ウェブ将武
- 大西将太郎
- 織田己知範
- 木村敏隆
- 黒川雅弘
- 四宮洋平
- 立川政則
- 竹下敬介
- 長田剛
- 玉木一史
- 羽根田智也
- 東田哲也
- 福岡幸治
- 藤掛三男
- 本多貴
- 真羽闘力
- 松尾勝博
- マット・コベイン
- マナコ朗仁
- 三木亮平
- 向山昌利
- 安田昇
- 古賀慎一郎

### 神戸市が本拠地のスポーツチーム
- JR西日本レイラーズ
- ヴィッセル神戸
- INAC神戸レオネッサ
- デウソン神戸
- 久光製薬スプリングス（登録上の本拠は鳥栖市であるが、過去に久光がオレンジアタッカーズを運営した経緯上、神戸市が練習拠点）
- エレコム神戸ファイニーズ